# 요툰

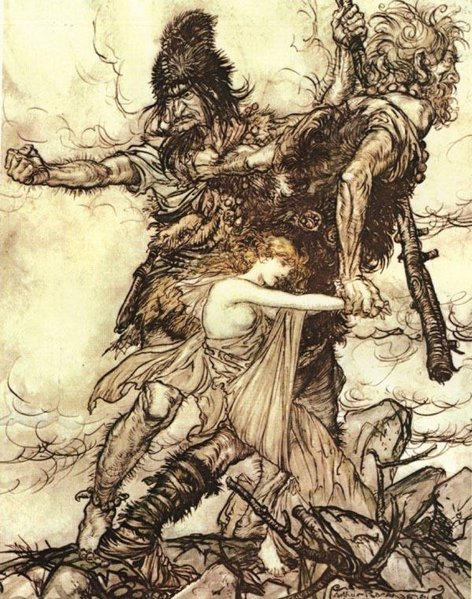
프레이야를 끌고가는 요툰 파프네르와 파솔트.

요툰(고대 노르드어: jǫtunn [ˈjɔtunː])이란 노르드 신화에서 널리 발견되는 존재들로, 곧 노르드의 거인이다. 복수형으로 요트나르(고대 노르드어: jǫtnar), 영어식으로는 에틴(Ettin)이라 한다. 요트나르는 신적 존재로, 에시르나 바나르와는 구분되는 존재지만 그 힘과 능력은 그들과 필적했다. 흔히 문헌상에서 요트나르는 에시르나 바나르의 적대자로 등장하지만, 에시르, 바나르와 결혼하거나 비적대적으로 접촉한 요툰도 상당수 존재한다. 신족과 거인족의 복잡한 관계가 《고 에다》와 《신 에다》의 내용 대부분을 구성하고 있다.

## 어원
고대 노르드어에서 "거인"을 의미하는 말로는 요툰(jǫtunn)과 리시(risi), 수르스(þurs)가 있으며, 복수형 형태는 각각 요트나르(jǫtnar), 리사르(risar), 수사르(þursar)이다. 거인들의 종류로는 레이르요트나르(leirjötnar→점토 거인, i.e. 흐룽그니르, 아우겔미르), 엘드요트나르(eldjötnar→불의 거인, i.e. 수르트, 무스펠), 베르그리사르(bergrisar→산의 거인), 쇼리사르(sjórisar→바다 거인, i.e. 에기르, 란), 흐림수르사르(hrímþursar→서리 거인), 빈드수르사르(vindþursar→바람 거인, i.e. 카리, 흐레스벨그) 등이 있다. 여성 거인은 귀그르(gýgr) 또는 이비댜(íviðja)라고도 하며, 그 복수형은 각각 귀갸르(gýgjar)와 이비듀르(íviðjur)이다.

## 거인족의 기원
태고의 혼돈 긴눙가가프에서 처음 생겨난 생물은 무지막지한 크기의 거인 위미르였다. 니플헤임의 얼음 안개와 무스펠스헤임의 열기가 만나 그 가운데 위미르가 만들어졌다. 스노리 스투를루손의 〈길피의 속임수〉에 위미르의 탄생 이야기가 실려 있다.
냉기가 올라오고 모든 것들이 암울한 니플헤임과, 뜨겁가 밝은 무스펠이 마주보고 있었는데, 긴눙가가프는 바람 한 점 없이 고요했다. 그리고 상고대와 훈기가 만나 녹아 떨어졌고, 열기의 근원의 힘으로 인해 그 떨어짐은 가속되었다. 그리고 떨어진 물방울들이 한 남자의 형상을 만들었으니, 그의 이름은 위미르였다.
위미르는 잠을 잤는데, 그의 양쪽 겨드랑이에서 남녀 요툰들이 탄생했고, 그의 발에서는 머리가 여섯 개 달린 괴물들이 태어났다. 이 세 존재들은 흐림수르사르, 곧 서리 거인족을 형성했고 니플헤임에 살았다. 한편 신들은 위미르가 아닌 부리에게서 탄생했다고 하는데, 부리의 손자들인 오딘과 빌리와 베이가 위미르를 죽였다. 위미르의 피가 니플헤임을 가득 채워 홍수를 일으켜 베르겔미르 부부를 제외한 모든 거인들이 익사했다. 〈바프스루드니르가 말하기를〉에 보면, 그 이후 “위미르의 살로 대지를 만들었고, 그 피로 바다를 만들었고, 그 뼈로 구릉을 만들었고, 그의 머리칼로 초목을 만들었고, 그의 해골로 하늘을 만들었다.”

## 요트나르의 특징

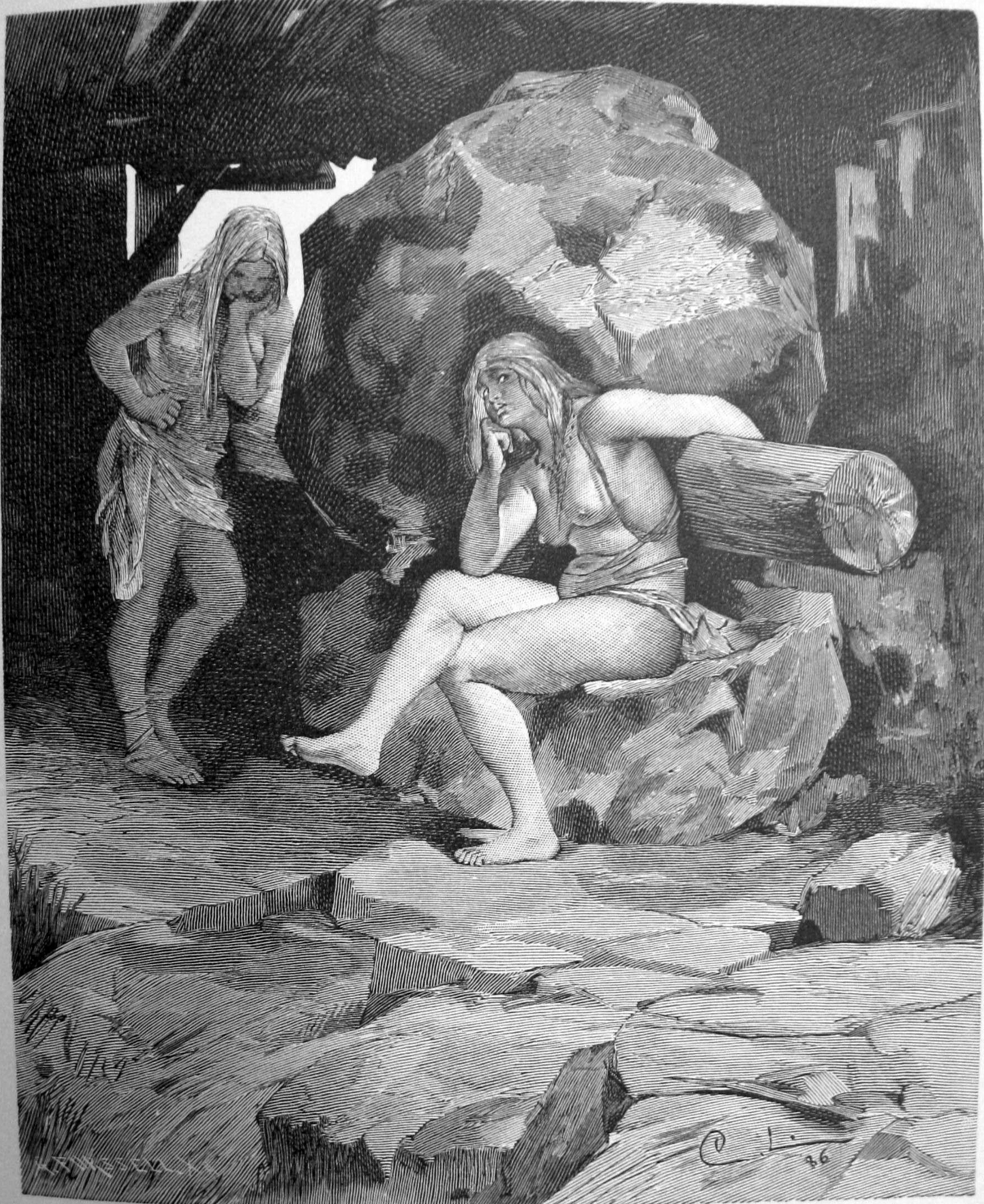
〈그로티의 노래〉에 삽화로 실린 여자 거인 펜야와 멘야(1886년 그림)

요트나르 중 일부는 갈고리 손발톱, 엄니, 기형의 외모 등 흉측한 모습을 하고 있었다. 머리가 아홉 개 달린 스리발디처럼 머리가 여러 개 달린 것도 있었고, 스타르카드처럼 팔이 여럿 달린 이도, 흐레스벨그처럼 아예 인간의 형상이 아닌 것도 있었다.
많은 요트나르는 아름답다고 하는데, 예컨대 스카디는 “신들의 아름다운 신부”라고 불렸다. 또한 몸집이 커다란 요트나르가 일부 있기는 했지만, 대부분의 요트나르는 거인족이라고는 해도 에시르나 바니르 같은 신족들과 몸집 차이가 없었다.

## 자연과의 관계

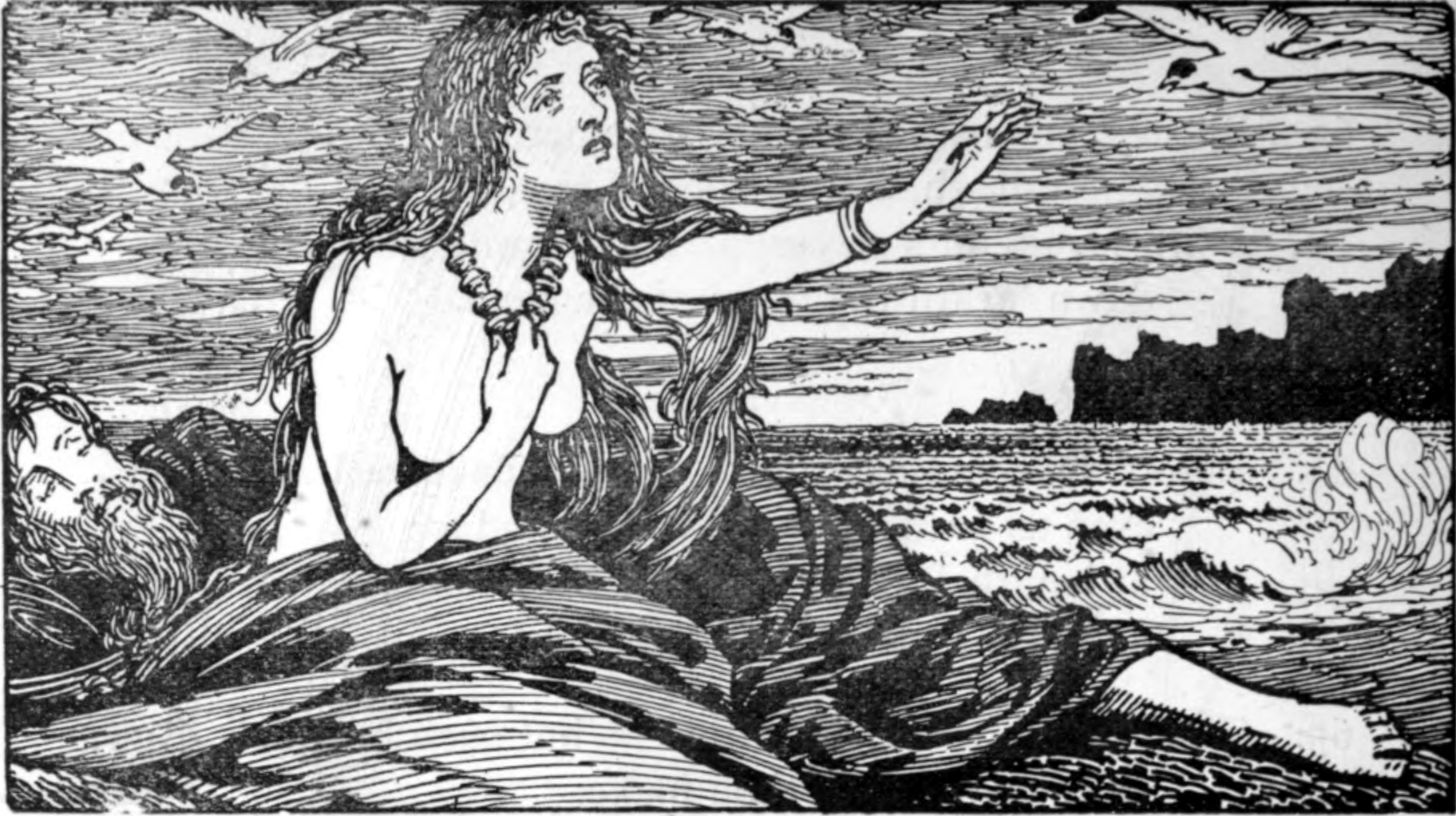
산맥을 그리워하는 스카디.

많은 거인들은 자연 세계에 영향력을 가지고 있으며, 때로는 자연 요소의 신들로 생각되기도 한다. 오딘과 그 형제들은 위미르의 시체로 물질 세계를 창조했다. 수리의 형상을 한 요툰 흐레스벨그는 세계의 북쪽 끝에서 날개를 펄럭여 바람을 만들어낸다. 토르의 어머니인 여성 거인 요르드는 동식물의 어미이며 비옥한 생식력을 가지고 있다. 여성 거인 걀프는 강에 발을 담그고 수위를 높여서 홍수를 일으킨다. 에기르와 란 부부는 바다 자체가 거인의 모습으로 의인화된 것이다. 또한 여름과 겨울, 밤, 태양과 달이 모두 요트나르로 인해 만들어진 것이라 한다. 민담에서는 악천후, 심지어 땅의 형성까지 거인들의 탓으로 돌리기도 한다. 종합해 보면 거인들은 산맥을 옮기고 만들어낼 수 있으며, 호수를 만들어내고 섬을 옮기고 나무를 뿌리째 뽑는다. 강풍으로 인해 박살난 짓다 만 건물들은 거인들이 입으로 불어서 그렇게 된 것이라 했다. 요트나르는 에시르보다 열등한 것으로 줄곧 묘사되지만, 그들의 자연의 힘은 무시할 수 없는 것이었다.

## 라그나로크
라그나로크 때 요툰헤임의 요트나르와 헬헤임의 망자들의 군단이 신들을 공격한다. 그리고 수르트가 영도하는 무스펠스헤임에 사는 불의 거인("엘드요툰")들이 몰려와 라그나로크의 마지막 단계에 불을 지른다. 그 결과 극히 드문 신들을 제외하고 쌍방이 모두 죽게 된다.

## 같이 보기
- 아수라